# エイジャ (戦列艦・初代)
|          | |
| 艦歴     | |
| 発注:    | 1758年3月20日 |
| 建造:    | ポーツマス工廠 |
| 進水:    | 1764年3月3日 |
| その後:  | 1804年解体 |
| 性能諸元 | |
| クラス:  | 3等戦列艦 |
| 全長:    | 砲列甲板：158 ft (48 m) |
| 全幅:    | 44 ft 6 in (13.6 m) |
| 喫水:    | 18 ft 10 in (5.7 m) |
| 機関:    | 帆走（3本マストシップ） |
| 兵装:    | 64門： 上砲列：18ポンド（8kg）砲26門 下砲列：24ポンド（11kg）砲26門 後甲板：4ポンド（2kg）砲10門 艦首楼：9ポンド（4kg）砲2門 |

エイジャ(HMS Asia)はイギリス海軍の64門3等戦列艦。1764年3月3日にポーツマス工廠で進水した。設計はトーマス・スレードで、同型艦はない。
1775年にアメリカ独立戦争が始まったとき、エイジャはニューヨーク港にいた。
エイジャは1804年にチャタム工廠で解体された。